# Akatarawa River
Der Akatarawa River ist ein Fluss in der Region Wellington auf der Nordinsel von Neuseeland.

## Geographie
Der Akatarawa River entspringt rund 700 m östlich des 708 m hohen Maunganui und rund 7 km südöstlich der Stadt Paraparaumu in den Bergen westlich der Tararua Range. Nach einem zunächst östlichen und südöstlichen Verlauf schwenkt der Fluss nach Süden und mündet nach 25 Flusskilometer nördlich der Stadt Upper Hutt City in den Te Awa Kairangi / Hutt River. Dabei weist der Fluss von seiner 580 m hoch gelegenen Quelle bis zu seinem Mündungsgebiet, dass auf rund 80 m liegt, ein Gefälle von 25 ‰ auf.
Sein einziger direkter Nebenfluss ist der 21 km lange Akatarawa River West (Quelle: 41° 0′ 22″ S, 175° 2′ 19″ O), der westlich liegt und südöstlich des Mount Barton in den Akatarawa River mündet (Mündung: 41° 3′ 50″ S, 175° 6′ 35″ O). Wenige Kilometer zuvor nimmt der Akatarawa River West den Little Akatarawa River auf (Mündung: 41° 3′ 25″ S, 175° 5′ 29″ O), der unterhalb des Mount Barton entspringt (Quelle: 41° 2′ 29″ S, 175° 6′ 2″ O).

## Infrastruktur
Von der Mündung bis wenige Kilometer vor der Quelle führt die Akatarawa Road durch das Flusstal. Nordöstlich der Quelle überquert sie den Akatarawa Saddle und endet an einer Straße, welche weiter nach Waikanae führt. Diese bilden damit eine direkte Verbindung des SH 1 und SH 2 über die Tararua Range. Das Flusstal des Akatarawa River West ist von Wanderwegen umschlossen.